# Drumettaz-Clarafond
Drumettaz-Clarafond é uma comuna francesa na região administrativa de Auvérnia-Ródano-Alpes, no departamento de Saboia. Estende-se por uma área de 11,38 km². Em 2010 a comuna tinha 2 936 habitantes (densidade: 258 hab./km²).